# 破李拳竜
破李拳 竜（、1958年〈昭和33年〉1月22日 -）は日本の漫画家、スーツアクター。栃木県出身。
なお、破裏拳 竜と表記されることもあるが、これは誤り。

## 来歴
1976年、千代田デザイナー学院に入学。同校に在学していた平野俊貴、千之ナイフ、金田益実らと知り合う。授業は真面目に受けず、友人の持ってきた超合金の玩具で遊んでいた。
1977年、佐藤プロダクションに入社し、劇画家・佐藤まさあきに師事。3年後に佐藤プロが解散した際に千之ナイフに誘われ劇団白鳥座・早川プロダクションにエキストラ俳優として所属。1977年にはアクションチーム「辻」に所属し、主にアトラクション・ショーで活動する。これは高校時代、ブルース・リーに影響され中国武術（形意拳）を埼玉県の道場で学んでいた経験から、腕におぼえがあったからともいう。
1980年、漫画家として『恍惚の放物線』でデビュー。千之ナイフと共にコミックマーケットにも参加を開始（同人誌『人形姫』）。その後は1982年創刊の漫画誌『レモンピープル』に、当時全盛であったアニパロの特撮版のノリでロリコン系漫画を描き、ロリコン漫画家として活動。主な作品は『撃殺!宇宙拳』、『プリティエグゼクター』など。
1984年、ゴジラ復活キャンペーンでゴジラの着ぐるみを被り、『ゴジラvsビオランテ』（1989年）の時も同様にキャンペーンでゴジラの着ぐるみを被っていた。1991年の『ゴジラvsキングギドラ』ではキングギドラ役に抜擢された。以後も、平成ゴジラシリーズにスーツアクターとして参加することとなる。
平成ゴジラシリーズにおいてはスーツアクターのほかに、『ゴジラvsビオランテ』から『ゴジラvsデストロイア』までの作品の絵コンテやデザインを担当。川北に特撮のヒントになるような映像をアドバイスしたり、雑誌媒体の記事なども執筆。
平成ゴジラ映画の敵怪獣（キングギドラ、バトラ）やベビーゴジラ、ゴジラジュニアなども演じた他、平成ゴジラシリーズの宣伝ではバラエティ番組に登場したアトラクション用ゴジラやCMもほとんど演じ、2000年の『夏休みゴジラツアー2000』による東宝撮影所内で行われた『ゴジラショー』や、『東武ワールドスクウェア』での『ゴジラバトルショー』『ゴジラ　スーパーバトル2001』等のゴジラも演じていた。最近では『いかレスラー』、『かにゴールキーパー』『電エース』など、河崎実監督作品の常連でもある。
特撮映画への参加は1987年に自身の原作であるオリジナルビデオ作品『プリティエクゼクター』（ムービック）の演出・総監督を担当し、特技監督としての自らの礎にするためとの旨をコメントしている。
日本古流徒手武術護身技法師範代となるなど武術の心得もあり、専門学校で殺陣・護身術の特別講師も務めている。

## エピソード
映画『ゴジラ』（1984年版）のキャンペーンでは、キャンペーン用に用意されたゴジラのスーツはファンシーな仕上がりであったため、品田冬樹がゴジラ復活委員会のために制作した『モスラ対ゴジラ』（1964年）のゴジラを再現したスーツを着ることを選んだ。
『ゴジラvsビオランテ』では、キャンペーンの打ち合わせとともに撮影現場の見学に訪れたところ、特技監督の川北紘一から「絵が描けるならやってみろ」と言われ、台本もないままアクションプランを描くことになったという。
『ゴジラvsキングギドラ』では、当初ゴジラザウルスのデザインやピクトリアルスケッチを手掛けていたが、怪獣に入りたいと要望しゴジラザウルス役に起用された。しかし、採寸を行った結果、キングギドラ役に改められた。
児童誌のアンケートで子供たちが「ゴジラは所詮怪獣だからウルトラマンやスーパー戦隊シリーズのロボットが登場したら倒されるだろう」と考えているという結果を知り、そのデータを携えた上で、『ゴジラvsキングギドラ』の結末でゴジラが復活する案を提出。
『ゴジラvsデストロイア』（1995年）では、演じるゴジラジュニアが極秘扱いであったため、破李拳はプロデューサーの富山省吾から「あなたはいないことになっている」と告げられたという。

## 主な作品

### 漫画作品
- 恍惚の放物線（1980年、漫画DUMP10月号、大亜出版）
- 撃殺! 宇宙拳（1982年、レモンピープル2号～81号、久保書店）[3]
- それいけズッコケ戦隊！（1983年～1984年、テレビマガジン1983年12月号-1984年4月号）- 紙面の縦1/3ほどの帯ページで連載された、3頭身キャラが登場するヒーローギャグ漫画。スーパー戦隊メンバー（初期の主役はダイナレッド、後半はレッドワン）の混成戦隊と悪役キャラ（メインキャラは王子メギドと王女キメラ）の混成組織が登場、草野球や凧揚げで勝負する。最終回ではレッドワンと王子メギドがケンカの末に和解。破李拳はこの他に特集ページのイラストも手掛けていた。
- プリティエグゼクター（1986年、東京三世社）
- GODZILLA 怪獣戦士（1990年、JICC出版局『THEゴジラCOMIC』に収録）
- 大怪獣ガメラ（1994年、月刊マンガボーイズ11月号-1995年2月号、徳間書店、原作：寺沢健一郎）

### 書籍
- ゴジラ怪獣超クイズ（1992年、久保書店、製作･総指揮）
- ゴジラ道 生まれてからずっ-とゴジラになりたかった（1995年、風塵社)
- 怪獣バカ一代 ゴジラ役者への道（1996年、洋泉社）
- ザ・スーツアクター 特撮ヒーローを演じた男たち（1999年、ソニー・マガジンズ）[8]
- ゴジラの中は ある怪獣バカの足型（2017年、オルタナパブリッシング）[8][7]

### 雑誌記事
- 特撮雑誌『宇宙船』 - ヒーローアクション、スーツアクター、自身の出演作などに関する多くの記事を執筆

## 出演

### 映画 / オリジナルビデオ
- ミカドロイド（1991年、東宝ビデオ）：ジンラ號[7]
- ゴジラシリーズ（東宝映画）
  - ゴジラvsキングギドラ（1991年、東宝映画）：キングギドラ[出典 4]
  - ゴジラvsモスラ（1992年、東宝映画）：バトラ幼虫[出典 5]
  - ゴジラvsメカゴジラ（1993年、東宝映画）：メカゴジラドック作業員[9][4]、ベビーゴジラ[出典 5]
  - ゴジラvsデストロイア（1995年、東宝映画）：ゴジラジュニア[出典 5]
- UFO大作戦イコちゃんファイト（1992年）：ミラクルマン
- 電エースに死す（1992年、ジャパンホームビデオ『実相寺昭雄のミステリーファイル』）：電エース役
- ヤマトタケル（1994年、東宝映画）：クマソガミ[出典 6]
- コスプレ戦士キューティ・ナイト2 帝国屋の逆襲（1996年、ハピネット・ピクチャーズ）：ガメラ役[10]
- VIPER -F50-（1999年、ソニア）：ブレイバン役
- まるみえ☆みっくすJUICE（2003年アニメイトTV）ミスターZ役
- いかレスラー（2004年 ファントム・フィルム/IMAGICAエンタテイメント）：いかレスラー役
- コアラ課長（2005年）：田村(コアラ課長)
- かにゴールキーパー（2006年、BBMC）：かにゴールキーパー役
- 日本以外全部沈没（2006年、クロックワークス、トルネード・フィルム）：電エース役
- ギララの逆襲/洞爺湖サミット危機一発(2008年、松竹) ：ギララ役[3]
- 地球防衛未亡人（2014年、トラヴィス）：ベムラス役
- 大怪獣モノ（2016年、キングレコード、リバートップ）
- 燃えよ電エース（2017年、パワーアクショングロウ、リバートップ）宮田日出海役
- 電エース60（2018年、リバートップ）宮田日出海役
- 電エースキック（2019年、リバートップ）宮田日出海役
  - 電エースウェディング（2020年、リバートップ）[注釈 3]
- 三大怪獣グルメ（2020年）

### テレビ番組
- 冒険!ゴジランド（1992年 - 1993年、テレビ東京系） - ゴジラ[11][2]

## 監督作品
- プリティエグゼクター
- 印刷せよ!共信マン
- Pマン サイバー美少女0指令